# Vidar Johansen
Vidar Johansen (ur. 20 września 1957) – norweski skoczek narciarski. Najlepsze wyniki w Pucharze Świata osiągnął w sezonie 1983/1984, kiedy zajął 52. miejsce w klasyfikacji generalnej.

## Puchar Świata

### Miejsca w klasyfikacji generalnej
| Sezon     | Miejsce |
| --------- | ------- |
| 1983/1984 | 52.     |

### Miejsca w poszczególnych konkursach indywidualnychPucharu Świata
| Źródło                                                                                       | Źródło      | Źródło                 | Źródło      | Źródło        | Źródło                 | Źródło    | Źródło        | Źródło            | Źródło      | Źródło      | Źródło       | Źródło  | Źródło    | Źródło    | Źródło    | Źródło    | Źródło | Źródło      | Źródło | Źródło     | Źródło     | Źródło  | Źródło  | Źródło  | Źródło | Źródło | Źródło | Źródło | Źródło | Źródło | Źródło | Źródło | Źródło | Źródło | Źródło | Źródło | Źródło | Źródło | Źródło | Źródło | Źródło | Źródło | Źródło | Źródło | Źródło | Źródło | Źródło | Źródło | Źródło |
| -------------------------------------------------------------------------------------------- | ----------- | ---------------------- | ----------- | ------------- | ---------------------- | --------- | ------------- | ----------------- | ----------- | ----------- | ------------ | ------- | --------- | --------- | --------- | --------- | ------ | ----------- | ------ | ---------- | ---------- | ------- | ------- | ------- | ------ | ------ | ------ | ------ | ------ | ------ | ------ | ------ | ------ | ------ | ------ | ------ | ------ | ------ | ------ | ------ | ------ | ------ | ------ | ------ | ------ | ------ | ------ | ------ | ------ |
| Sezon 1982/1983                                                                              |             |                        |             |               |                        |           |               |                   |             |             |              |         |           |           |           |           |        |             |        |            |            |         |         |         |        |        |        |        |        |        |        |        |        |        |        |        |        |        |        |        |        |        |        |        |        |        |        |        |        |
| Cortina d’Ampezzo                                                                            | Oberstdorf  | Garmisch-Partenkirchen | Innsbruck   | Bischofshofen | Harrachov              | Harrachov | Lake Placid   | Lake Placid       | Thunder Bay | Thunder Bay | Sankt Moritz | Gstaad  | Engelberg | Vikersund | Vikersund | Vikersund | Falun  | Falun       | Lahti  | Lahti      | Bærum      | Oslo    | Planica | Planica | punkty |        |        |        |        |        |        |        |        |        |        |        |        |        |        |        |        |        |        |        |        |        |        |        |        |
| -                                                                                            | -           | -                      | -           | -             | -                      | -         | -             | -                 | -           | -           | -            | -       | -         | 39        | 37        | 56        | -      | -           | -      | -          | -          | -       | -       | -       | 0      |        |        |        |        |        |        |        |        |        |        |        |        |        |        |        |        |        |        |        |        |        |        |        |        |
| Sezon 1983/1984                                                                              |             |                        |             |               |                        |           |               |                   |             |             |              |         |           |           |           |           |        |             |        |            |            |         |         |         |        |        |        |        |        |        |        |        |        |        |        |        |        |        |        |        |        |        |        |        |        |        |        |        |        |
| Thunder Bay                                                                                  | Thunder Bay | Lake Placid            | Lake Placid | Oberstdorf    | Garmisch-Partenkirchen | Innsbruck | Bischofshofen | Cortina d’Ampezzo | Harrachov   | Liberec     | Sapporo      | Sapporo | Sarajewo  | Sarajewo  | Lahti     | Lahti     | Falun  | Lillehammer | Oslo   | Oberstdorf | Oberstdorf | Planica | Planica | punkty  | punkty | punkty | punkty | punkty | punkty | punkty | punkty | punkty | punkty | punkty | punkty | punkty | punkty | punkty | punkty | punkty | punkty | punkty |        |        |        |        |        |        |        |
| -                                                                                            | -           | -                      | -           | -             | -                      | -         | -             | -                 | -           | -           | 29           | 6       | -         | -         | -         | -         | -      | -           | 52     | -          | -          | -       | -       | 10      | 10     | 10     | 10     | 10     | 10     | 10     | 10     | 10     | 10     | 10     | 10     | 10     | 10     | 10     | 10     | 10     | 10     | 10     |        |        |        |        |        |        |        |
| Legenda                                                                                      |             |                        |             |               |                        |           |               |                   |             |             |              |         |           |           |           |           |        |             |        |            |            |         |         |         |        |        |        |        |        |        |        |        |        |        |        |        |        |        |        |        |        |        |        |        |        |        |        |        |        |
| 1 2 3 4-10 11-15 poniżej 15 q – zawodnik nie zakwalifikował się - – zawodnik nie wystartował |             |                        |             |               |                        |           |               |                   |             |             |              |         |           |           |           |           |        |             |        |            |            |         |         |         |        |        |        |        |        |        |        |        |        |        |        |        |        |        |        |        |        |        |        |        |        |        |        |        |        |